# Айдаров, Ташбай
Ташба́й Айда́ров (кирг. Ташпай Айдаров; 1919 год, село Каныш-Кыя — 2010, там же) — животновод, старший чабан совхоза «Чаткал» Ала-Букинского района Ошской области, Киргизская ССР. Герой Социалистического Труда (1971). Депутат Верховного Совета Киргизской ССР.

## Биография
Родился в 1919 году в крестьянской семье в селе Каныш-Кыя (ныне — Чаткальский район Джалал-Абадской области).
С 1932 года — чабан в колхозе «Победа» Чаткальского района и с 1958 года — чабан колхоза «Чаткал» (позднее — совхоз «Каныш-Кия») Ала-Букинского района. Возглавлял бригаду чабанов.
В 1970 году бригада Ташбая Айдарова вырастила 140 ягнят от каждой сотни овцематок и настригла в среднем по 4,2 килограмма шерсти с каждой овцы. Указом Президиума Верховного Совета СССР от 8 апреля 1971 года удостоен звания Героя Социалистического Труда «за выдающиеся успехи, достигнутые в развитии сельскохозяйственного производства и выполнении пятилетнего плана продажи государству продуктов земледелия и животноводства» с вручением ордена Ленина и золотой медали Серп и Молот.
Избирался депутатом Верховного Совета Киргизской ССР (1975—1980).
Награды
- Орден Ленина — дважды.